# 서아프리카
서아프리카는 아프리카 서부 지역을 말한다.

## 역사
서아프리카의 역사는 대체로 다섯 시기로 나뉜다. 첫 번째 시기인 선사 시대에는 인류가 처음으로 이 지역에 도착해 농경을 하고 북아프리카 사람들과 접촉했다.

## 서아프리카에 속하는 나라
| 국명         | 공용어                     | 수도       | 면적Km²   |
| ------------ | -------------------------- | ---------- | --------- |
| 가나         | 영어                       | 아크라     | 239,567   |
| 감비아       | 영어                       | 반줄       | 10,380    |
| 기니         | 프랑스어                   | 코나크리   | 245,857   |
| 기니비사우   | 포르투갈어                 | 비사우     | 36,120    |
| 나이지리아   | 영어                       | 아부자     | 923,768   |
| 니제르       | 프랑스어・하우사어 등 기타 | 니아메     | 1,267,000 |
| 라이베리아   | 영어                       | 몬로비아   | 111,369   |
| 말리         | 스와힐리어・영어           | 바마코     | 236,040   |
| 모리타니     | 영어・티그리냐어・아랍어   | 누악쇼트   | 1,030,700 |
| 베냉         | 프랑스어・아랍어           | 포르토노보 | 112,622   |
| 부르키나파소 | 프랑스어                   | 와가두구   | 274,000   |
| 세네갈       | 프랑스어                   | 다카르     | 196,190   |
| 시에라리온   | 영어                       | 프리타운   | 71,740    |
| 카보베르데   | 포르투칼어                 | 프라이아   | 4,033     |
| 코트디부아르 | 프랑스어                   | 야무수크로 | 322,463   |
| 토고         | 영어                       | 로메       | 56,785    |